# Sputnik

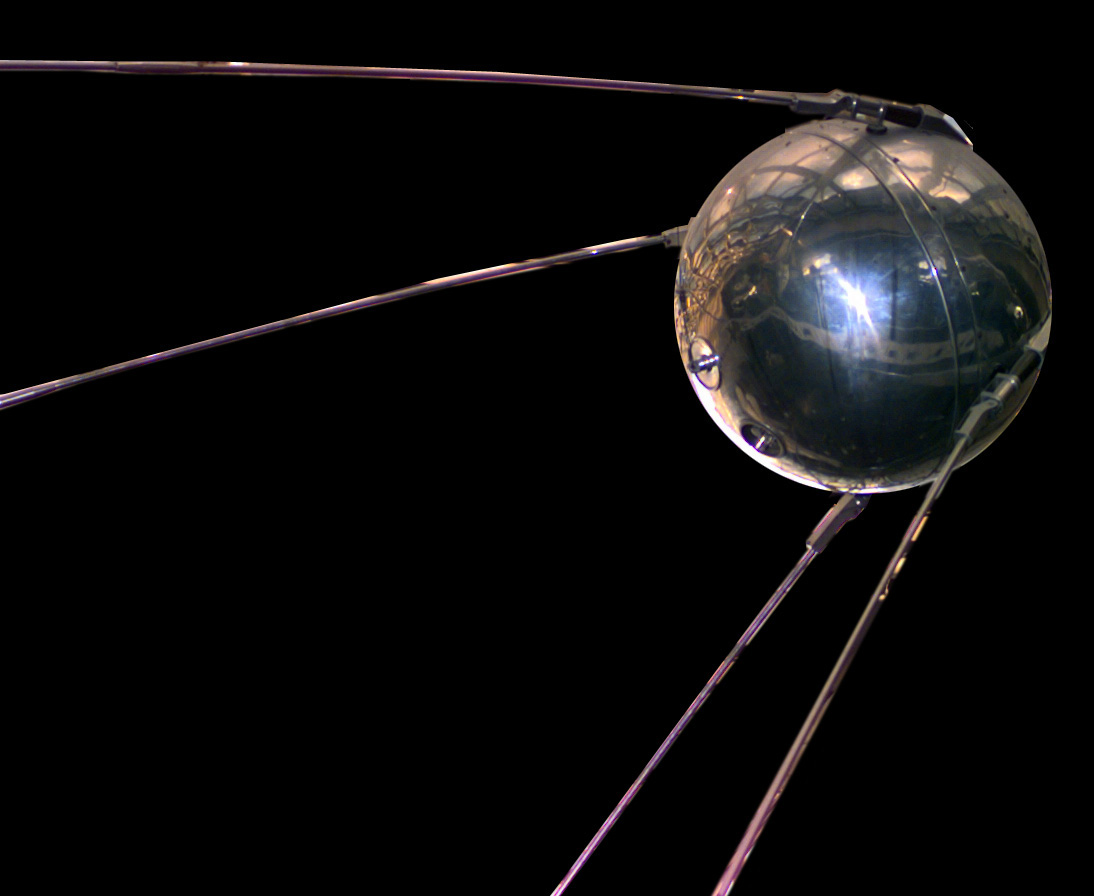
Modell des Sputnik 1

Sputnik [ˈʃpʊtnɪk, ˈspʊtnɪk] (russisch Спутник für Weggefährte, Begleiter, in astronomischer Bedeutung Trabant und Satellit) war der Name der ersten zehn sowjetischen Satelliten, die eine Erdumlaufbahn erreichten. Sputnik 1 war am 4. Oktober 1957 der erste künstliche Erdsatellit und gilt als Beginn der sowjetischen Raumfahrt. Er löste in der westlichen Welt den sogenannten Sputnikschock aus.
Das Wort Sputnik gehört zu den 100 Wörtern des 20. Jahrhunderts und ist in einigen (insbesondere osteuropäischen) Ländern ein Synonym für Satellit. Nach Sputnik 10 wurde der Name nicht mehr zur Benennung von Erdsatelliten, sondern nur noch zur Bezeichnung von im Erdorbit gestrandeten Raumsonden verwendet.

## Konstruktion
Der Chefkonstrukteur Sergei Pawlowitsch Koroljow war im Westen zunächst unbekannt. Er wurde deshalb Mister X. genannt. Koroljow war nach seiner Ausbildung am Polytechnikum von Kiew an die Technische Universität Moskau gewechselt, wo er sich mit Raketenantrieben befasste. Diese Arbeit stieß auf Interesse bei der Roten Armee. General Tuchatschewski unterstützte ab 1935 Koroljows Team und veranlasste die Gründung eines Instituts zur Entwicklung von Raketengeschossen. Die Herstellung erfolgte in für die Öffentlichkeit geschlossenen Städten wie Dnipropetrowsk. Manche Historiker nennen Michail Tichonrawow als eigentlichen Entwickler von Sputnik 1.

## Sputnik 1 – Beginn der Raumfahrt

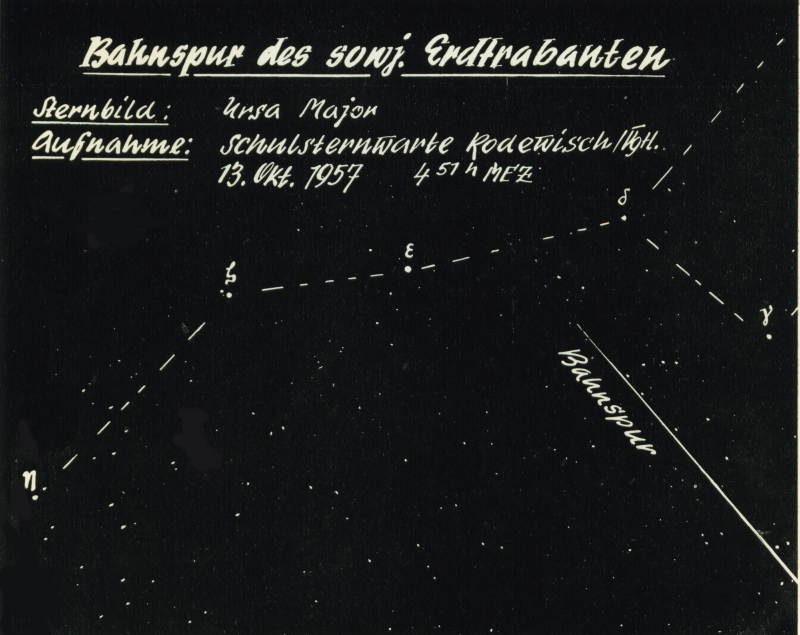
Erste Bahnspuraufnahme der Trägerrakete von Sputnik 1

Bei den Vorbereitungen für das Internationale Geophysikalische Jahr kündigte der US-amerikanische Präsident Dwight D. Eisenhower am 29. Juli 1955 die Beauftragung für einen Erdsatelliten an. Die Sowjetunion reagierte nur vier Tage später mit der Ankündigung eines ähnlichen Programms.
Schon am 4. Oktober 1957 – für die westliche Welt unerwartet schnell – startete die Sowjetunion vom Kosmodrom Baikonur aus den kugelförmigen Satelliten (Durchmesser 58 cm) Sputnik 1 mit Hilfe der gleichnamigen Rakete, einer leicht modifizierten Interkontinentalrakete vom Typ R-7. Der 83,6 kg schwere Erdtrabant enthielt ein Thermometer und einen Funksender, der 21 Tage aktiv war und ein Kurzwellensignal (20,005 MHz und 40,003 MHz) ausstrahlte. Damit wollte man beweisen, dass es möglich ist, künstliche Objekte im Weltraum zu orten. Sputnik bewegte sich auf seiner Umlaufbahn zunächst in etwa 96 Minuten einmal um die Erde. Er verglühte 92 Tage nach dem Start, als er wieder in tiefere Schichten der Erdatmosphäre eintrat.

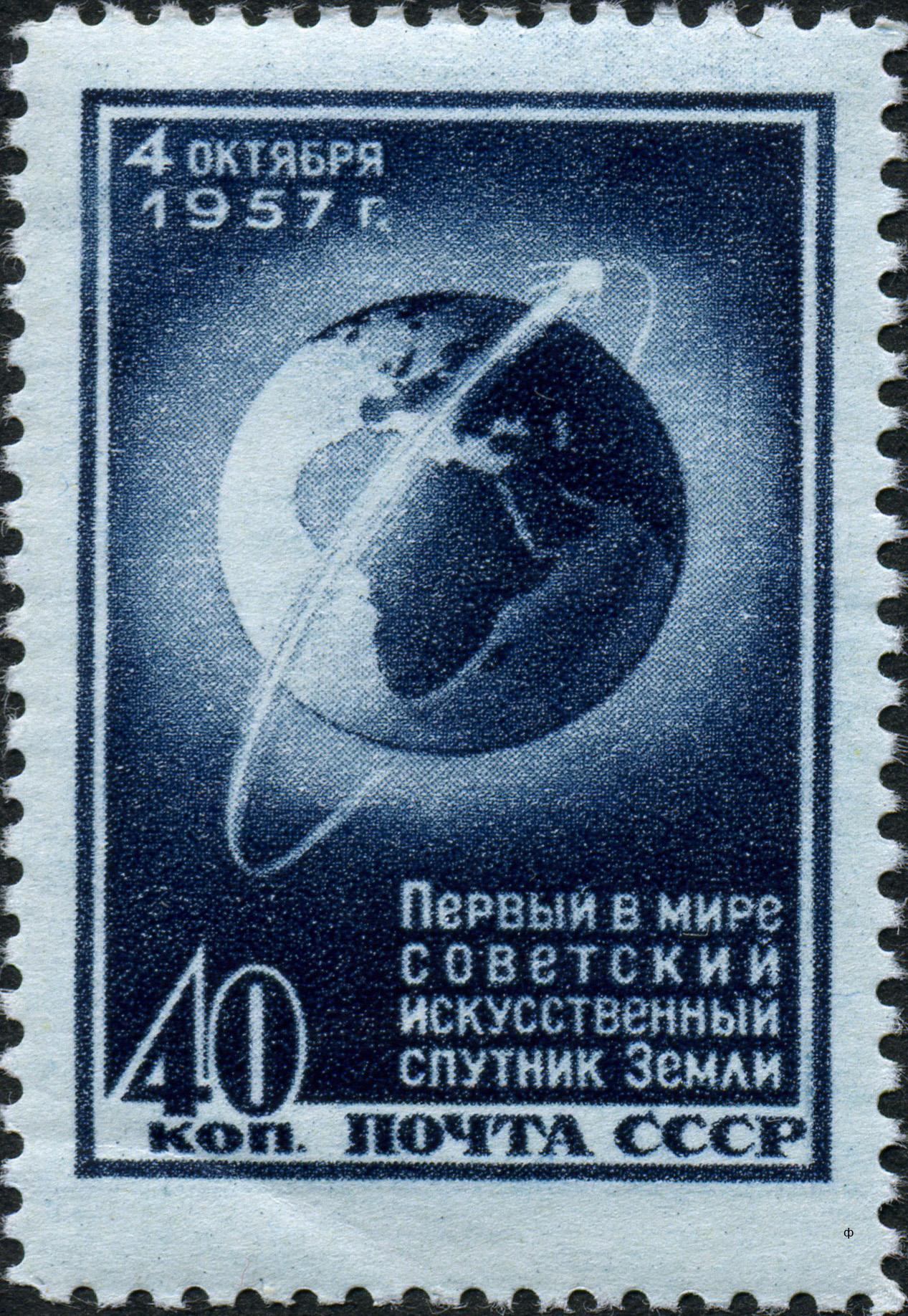
Sowjetische Briefmarke anlässlich des ersten künstlichen Satelliten im All

Die piepsenden Signale des Sputniks konnten in aller Welt empfangen werden. In Deutschland hörte die dpa als Erste die Signale des Satelliten, danach die Volkssternwarte Bonn. Noch am 5. Oktober zeichnete der WDR eine Sendung vor Ort auf, inklusive sehr klarer Sputnik-Piepser. In der Nacht zum 7. Oktober 1957 gelang es Heinz Kaminski, dem Leiter der Sternwarte Bochum, die Signale des Sputnik 1 über dem Ruhrgebiet zu empfangen. Es hält sich die (lokale) Geschichte, dass er direkt nach dem Start als einziger oder als einer der ersten außerhalb des sowjetischen Territoriums die Signale empfangen habe.
An der Schulsternwarte Rodewisch (Sachsen) wurde der Sputnik am 8. Oktober 1957 erstmals mit Hilfe eines Fernglases gesehen. Dort entstand am 13. Oktober 1957 auch die erste Fotografie der Trägerrakete von Sputnik 1.
Die Erkenntnis, dass die Sowjetunion zum Start des ersten künstlichen Erdsatelliten in der Lage war, löste im Westen ein immenses Bedrohungsgefühl aus: Sputnik schien zu bedeuten, dass die USA mit Interkontinentalraketen von der Sowjetunion aus erreichbar wären. Dieses auch als Sputnikschock bezeichnete Phänomen führte in Folge zur Gründung der NASA und zu Umstrukturierungen und verstärkten Anstrengungen im Bildungsbereich der westlichen Industrienationen. Als der erste amerikanische Satellit Explorer im Januar 1958 nach einer Reihe von Fehlschlägen endlich erfolgreich in den Orbit gelangte, gaben ihm ostdeutsche Beobachter gelangweilt den Übernamen „Spätnik“.

## Weitere Sputnik-Missionen
Insgesamt startete die Sowjetunion zehn Sputniks, den letzten am 25. März 1961, nur 18 Tage vor dem Flug von Juri Gagarin. Alle Starts erfolgten vom Kosmodrom Baikonur aus unter Verwendung von umgerüsteten Interkontinentalraketen, die ab Sputnik 4 mit einer zusätzlichen Raketenstufe versehen wurden.
Bei jeder Sputnik-Mission war mindestens eine völlige Neuerung vorgesehen:

### Sputnik 2
Der zweite von Menschen gebaute Körper in einer Erdumlaufbahn war Sputnik 2, der am 3. November 1957 gestartet wurde und das erste Lebewesen in eine Erdumlaufbahn brachte, die Hündin Laika. Eine lebendige Rückkehr zur Erde war nicht vorgesehen, weil die dafür notwendige Technik in der Kürze der Zeit nicht fertiggestellt werden konnte. Der Tod der Hündin erregte vielfach Mitleid, insbesondere als die ersten unscharfen Fernsehbilder gezeigt wurden, aber auch enormes Interesse. Vermutlich überlebte Laika die Belastungen beim Start mit ihrem Gemisch aus Lärm, Vibrationen und Beschleunigung nur einige Stunden, bis sie durch Stress und zu große Hitze (das schnell entwickelte Temperaturkontrollsystem arbeitete nicht zuverlässig) in der engen Kapsel starb. Eigentlich sollte Laika zehn Tage leben und ausreichende Daten ihrer Körperfunktionen liefern, danach sollte sie durch vergiftetes Futter einen schnellen Tod sterben.
Sputnik 2 verglühte wegen seines höheren Apogäums (siehe Peri- und Apogäum) deutlich später als Sputnik 1, nämlich am 14. April 1958 nach 162 Tagen im Orbit und etwa 2250 Erdumkreisungen – Umlaufzeit um die Erde in 103,7 Minuten.
Der kegelförmige Sputnik 2 mit seiner Startmasse von 508,3 kg, einem Durchmesser der Grundfläche von etwa 2 m und einer Höhe von ungefähr 4 m erregte ungläubiges Staunen bei den westlichen Fachleuten und zeigte deutlich, welche hohe Nutzlast die Trägerrakete befördern konnte. Sie vermuteten den Einsatz einer neuen Rakete, später wurde jedoch bekannt, dass es die gleiche Trägerrakete wie bei Sputnik-1 war. Die Bahnhöhe des zweiten Erdsatelliten betrug zwischen 225 und 1671 Kilometer bei einer Bahnneigung von 65,3 Grad zum Äquator.

### Sputnik 3

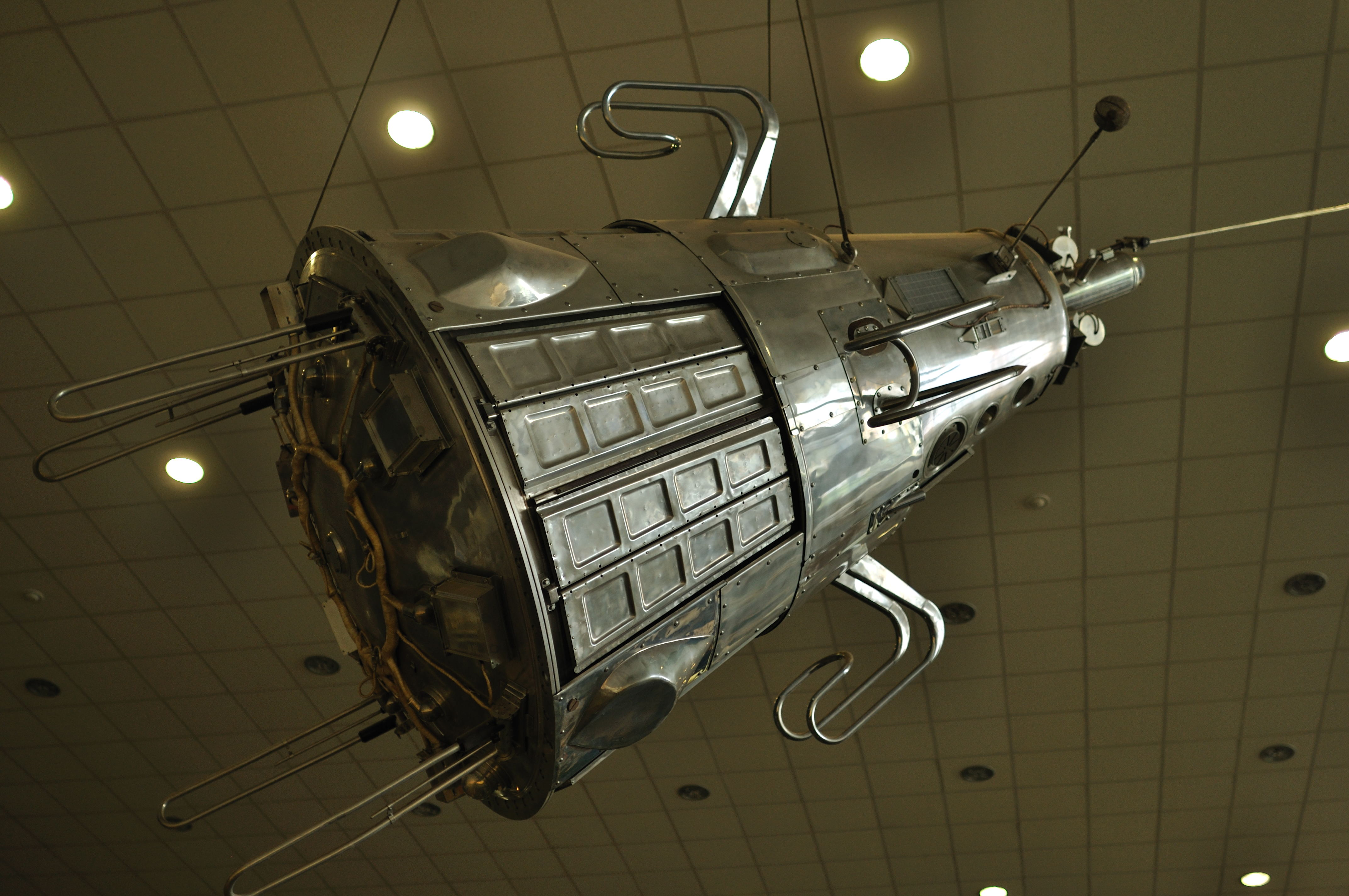
Sputnik 3 im Museum

Sputnik 3 (in der Entwicklung Objekt-D genannt) sollte eigentlich als erster sowjetischer Satellit ins Weltall starten. Da er nicht rechtzeitig fertig wurde und zu schwer war, nahm Sputnik 1 seinen Platz ein. Am 3. Februar 1958 sollte Sputnik 3 gestartet werden, der Start schlug aber fehl (→ Sputnik (3)) und wurde am 15. Mai 1958 mit einem Ersatzsatelliten wiederholt. Sputnik 3 trug zwölf wissenschaftliche Messinstrumente (Sensoren für Druck, Temperatur und Zusammensetzung der Atmosphäre, Strahlungsmessgeräte, Sensoren für elektrische und magnetische Felder) in den Weltraum, welche die obere Atmosphäre und den Van-Allen-Strahlungsgürtel der Erde untersuchen sollten – was aber ebenfalls fehlschlug, da der Bandrekorder für die Messdaten versagte und nur wenige Daten der Sensoren direkt beim Überflug einer Bodenstation empfangen werden konnten. Durch den Wettlauf ins All war der schon vor dem Beginn der Raumfahrt vermutete Strahlungsgürtel bereits im Januar 1958 vom ersten US-amerikanischen Satelliten Explorer 1 nachgewiesen worden und wurde später nach dessen Instrumenten-Entwickler benannt. Sputnik 3 hatte einen kegelförmigen Körper von 3,57 m Länge, 1,73 m Durchmesser und einer Masse von 1327 kg. Seine Bahnhöhe betrug zwischen 226 und 1881 Kilometer. Er umrundete in 106 Minuten einmal die Erde auf einer um 65,2° geneigten Bahn. Der Satellit verglühte am 6. April 1960.

### Sputnik 4
Sputnik 4 (auch Korabl-Sputnik 1 oder Weltraumschiff 1 genannt) wurde am 15. Mai 1960 gestartet. Dies war der erste Prototyp für das ab 1961 eingesetzte Wostok-Raumschiff für bemannte Flüge. Die Bahnhöhe des Satelliten betrug zwischen 312 und 369 Kilometer, später zwischen 307 und 690 Kilometer. Die Umlaufzeit um die Erde betrug 91,2 Minuten. 1962 stürzten Teile von Sputnik 4 auf eine Straßenkreuzung in Manitowoc im US-Staat Wisconsin ab.

### Sputnik 5

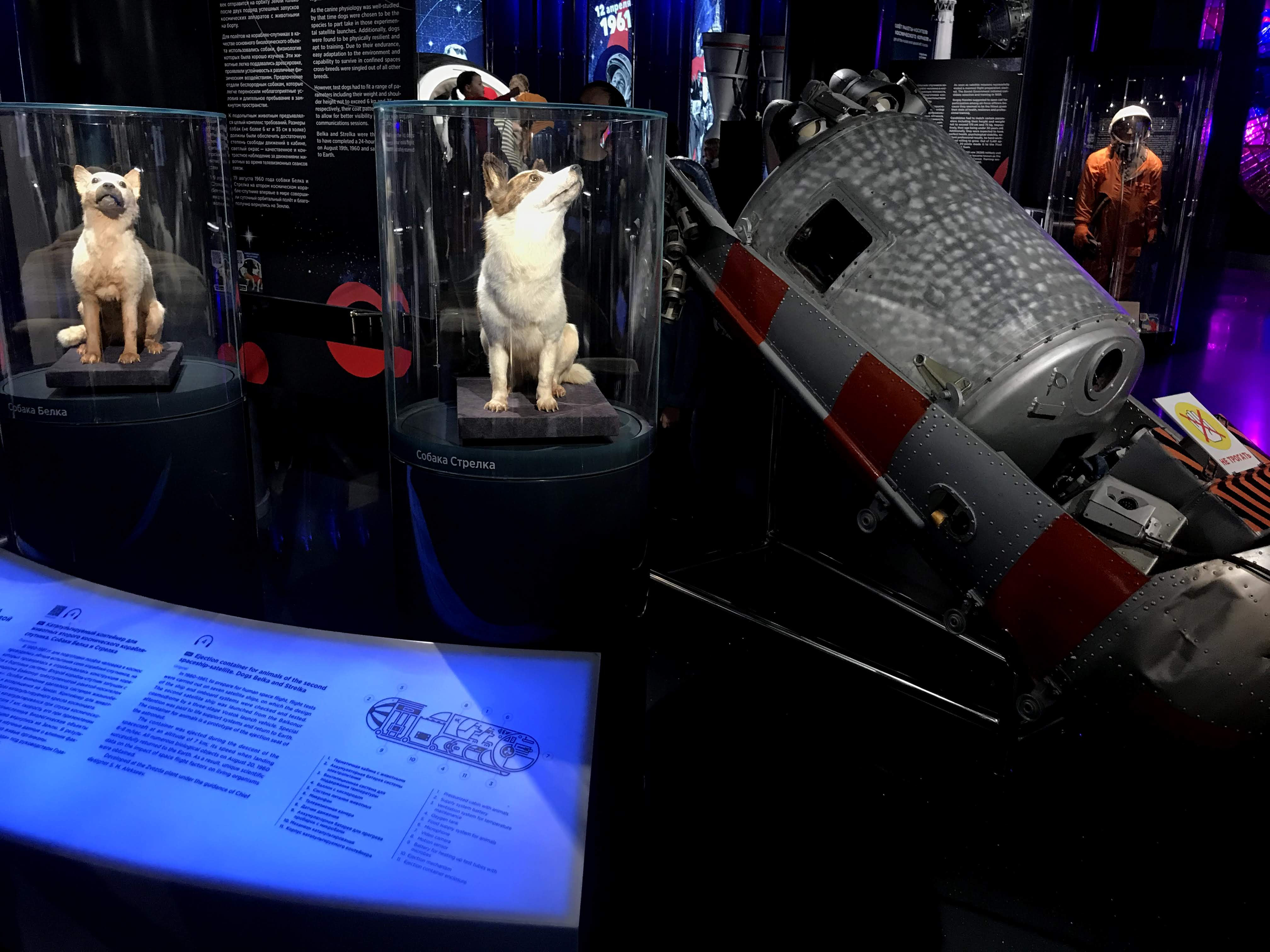
Die beiden präparierten Körper von Belka und Strelka und die Sputnik-5-Kapsel im Kosmonautenmuseum in Moskau.

Sputnik 5 (auch Korabl-Sputnik 2, bzw. Weltraumschiff 2) startete am 19. August 1960 und trug unter anderem zwei Hunde in den Weltraum: Strelka (russisch für „Pfeilchen“ → von Pfeil) und Belka (russisch für „Eichhörnchen“). Weitere Passagiere waren 40 Mäuse, 2 Ratten und Pflanzen. Nach 18 Erdumkreisungen in einer Bahnhöhe von 306 bis 330 Kilometer und bei einer Erdumkreisung in 90,7 Minuten landeten am 20. August 1960 beide Hunde sicher wieder auf der Erde. Dies war der zweite Flug des Prototyps der Wostok und ein entscheidender Schritt für die Technik der weichen Landung.
Strelka gebar später sechs Welpen, von denen einer, Pushinka, Caroline Kennedy, der Tochter des US-Präsidenten John F. Kennedy, geschenkt wurde. Die Übergabe erfolgte durch den sowjetischen Regierungschef Nikita Chruschtschow.
Heute befinden sich die präparierten Körper von Belka und Strelka, ausgestellt in Glaskästen, im Kosmonautenmuseum in Moskau.

### Sputnik 6
Sputnik 6 (oder Korabl-Sputnik 3 bzw. Weltraumschiff 3) war der dritte Prototyp des Wostok-Raumschiffs und trug am 1. Dezember 1960 die Hunde Pchelka (russisch für „kleine Biene“) und Mushka (russisch für „kleine Fliege“) ins All. Die Landekapsel wurde am 2. Dezember 1960 bei der Rückkehr zur Erde aufgrund eines zu steilen Wiedereintrittwinkels zerstört. Sputnik 6 befand sich in einer Bahnhöhe zwischen 187,3 und 265 Kilometern und hatte eine Umlaufzeit von 88,6 Minuten.

### Sputnik 7
Sputnik 7 (Venera-1 oder Weltraumschiff 4) war eine am 4. Februar 1961 mit einer Molnija-Rakete gestartete Venus-Raumsonde, die aufgrund eines Problems mit der Oberstufe der Rakete die Erdumlaufbahn nicht verlassen hat. Sie umkreiste die Erde in einer Bahnhöhe zwischen 223,5 und 327,6 Kilometern bei einer Bahnneigung zum Äquator von 64 bis 57 Grad. Eine Erdumkreisung dauerte 98,8 Minuten.

### Sputnik 8

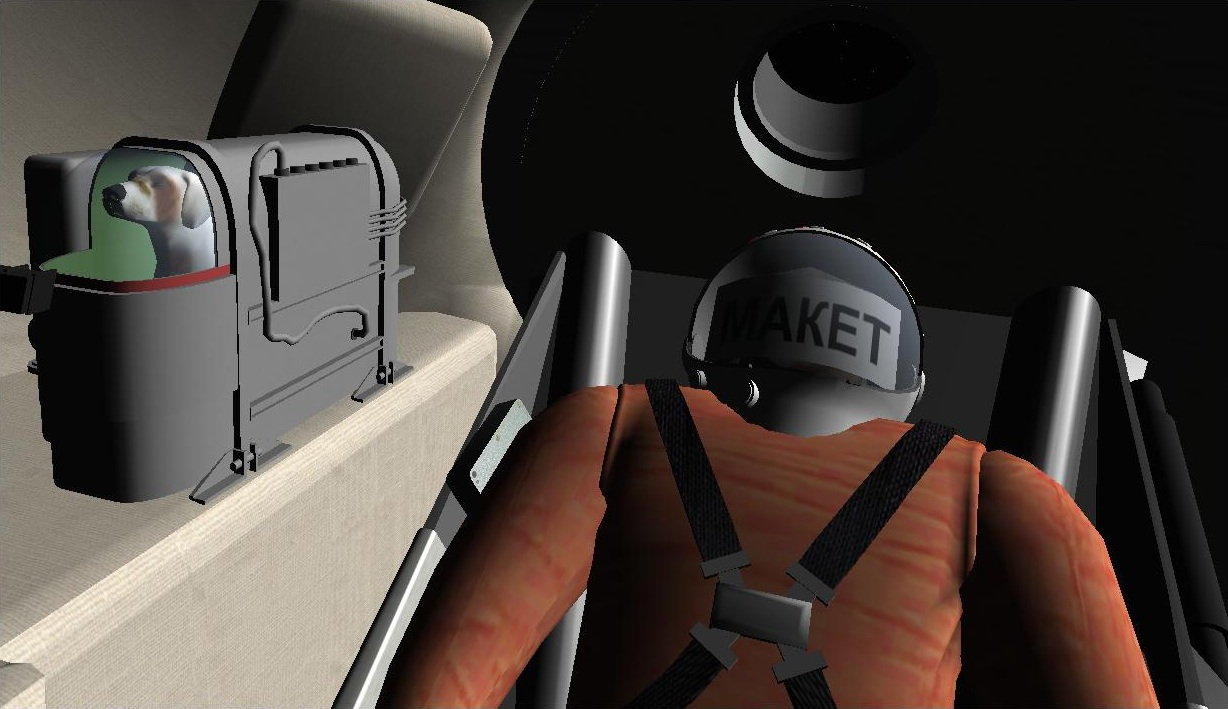
Illustration des Innenraums der Sputnik-10-Kapsel

Sputnik 8 war die Oberstufe der Molnija-Rakete, die am 12. Februar 1961 die Raumsonde Venera-1 zur Venus befördern sollte.

### Sputnik 9
Sputnik 9 (oder Korabl-Sputnik 4 bzw. Weltraumschiff 5) war der vierte Flug des Prototyps des Wostok-Raumschiffs. Er startete am 9. März 1961 mit dem Hund Tschernuschka (russisch für „Blackie“), einem Kosmonauten-Dummy, einem Meerschweinchen und Mäusen an Bord. Die Landekapsel wurde nach einer Erdumkreisung erfolgreich geborgen.

### Sputnik 10

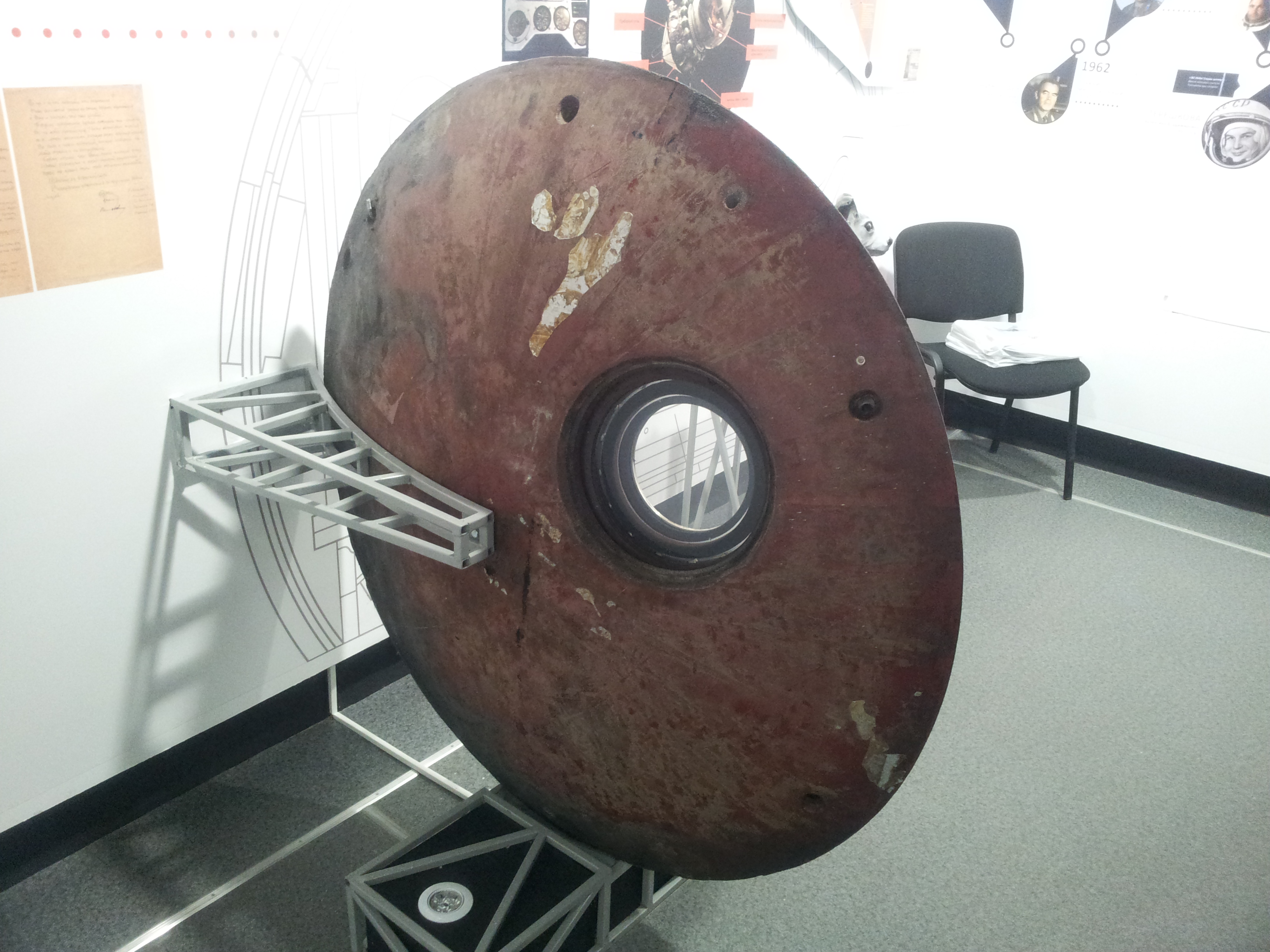
Einstiegsluke des Sputnik-10 im landeskundlichen Museum in Tschaikowski

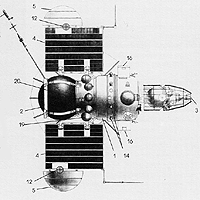
Sputnik 19

Sputnik 10 (oder Korabl-Sputnik 5), den letzten von insgesamt zehn Sputniks, startete die UdSSR am 25. März 1961 als Test für den Flug Juri Gagarins im April 1961. Dies war der fünfte Flug des Prototyps des Wostok-Raumschiffs. An Bord befand sich der Hund Swjosdotschka (russisch für „Sternchen“) sowie der Kosmonauten-Dummy Iwan Iwanowitsch. Nach einer Erdumkreisung ging die Kapsel in der Nähe des Dorfes Karscha knapp 20 km östlich der Stadt Tschaikowski nieder und wurde samt Tier, das den Test heil überstanden hatte, geborgen.
Zum Einsatz in allen Fällen kamen auf der R-7 Interkontinentalrakete basierende Trägersysteme, die ab Sputnik 4 eine zusätzliche Raketenstufe trugen (Wostok-Rakete). Sputnik 7 und 8 verwendeten die 4-stufige Molnija-Rakete. Alle Starts erfolgten vom Kosmodrom Baikonur aus.

### Sputnik 19/20/21
Sputnik 19, 20 und 21 waren Bezeichnungen für sowjetische Venussonden, die im Westen verwendet wurden. Offiziell wurden diese Starts nicht gemeldet, in östlichen Publikationen werden die entsprechenden Nutzlasten als unidentifiziert bezeichnet. Sputnik 19 sollte am 25. August 1962 gestartet werden, landete jedoch durch einen Fehler der Kickstufe in einer niedrigen Erdumlaufbahn und verglühte drei Tage später in der Erdatmosphäre. Das gleiche Schicksal ereilte Sputnik 20, welcher am 1. September 1962 gestartet wurde und fünf Tage später verglühte. Sputnik 21 wurde am 12. September 1962 gestartet. Er erreichte zwar die Erdumlaufbahn, aber auch hier versagte die vierte Stufe; durch deren Explosion wurde der Satellit zerstört.

### Sputnik 22
Sputnik 22 war eine im Westen verwendete Bezeichnung für eine sowjetische Marssonde, deren Start nicht offiziell gemeldet wurde. Diese sollte eigentlich am 24. Oktober 1962 auf den Weg zum Mars gebracht werden. Die Sonde vom Typ 2MV-4 erreichte jedoch nur eine niedrige Erdumlaufbahn, da die Trägerrakete durch die Explosion der Turbopumpe der vierten Stufe 16 Sekunden nach deren Zündung versagte.

## Namensadaptionen
Unter anderem wurde die früher erschienene Zeitschrift Sputnik sowie das heutige Auslandsnachrichtenportal Sputnik nach dem Satelliten benannt. Darüber hinaus bekam 2020 der in Russland entwickelte COVID-19-Impfstoff „Gam-COVID-Vac“  den Spitznamen Sputnik V.